# Steinkohlebergwerk Kellingley

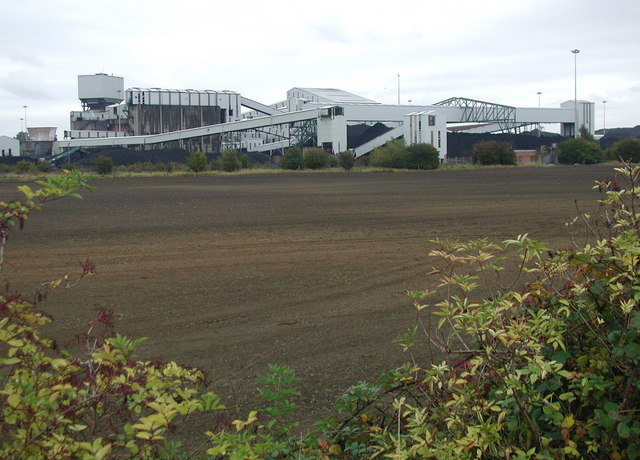
Kellingley Colliery (2007)

Das Steinkohlebergwerk Kellingley ist ein stillgelegtes Steinkohlebergwerk der UK Coal Production in Beal, North Yorkshire. Es begann mit der Förderung im April 1965 und besaß zwei Schächte mit einer Teufe von jeweils rund 800 Metern. In seiner Hochphase bot es 2000 Bergleuten Arbeit, es galt als größtes Untertagebergwerk Europas.
Mit seiner Schließung am 18. Dezember 2015 endete der Untertagebergbau auf Kohle in Großbritannien. Zuletzt waren noch 450 Bergleute dort beschäftigt. Die Zeche wurde aus rein wirtschaftlichen Gründen geschlossen, die dort noch vorhandenen, aber nicht abgebauten Kohlevorräte werden auf etwa 30 Millionen Tonnen geschätzt.